# Giresun
Pour les autres significations, voir Giresun (province).
Giresun (anciennement Kérassonte ou Cérasonte) (en turc : Giresun ; en grec : Κερασούντα, Pharnacia, Choerades ; en laze et géorgien : გირესუნი) est une ville de Turquie, située au nord-est du pays, sur les bords de la mer Noire. Giresun est la ville principale de la province qui porte le même nom. Elle possède une riche culture folklorique grâce aux apports des différentes populations présentes dans cette ville. Le nom de la ville est à l'origine du terme « cerise » et sa noisette a une réputation mondiale. Sa population était estimée à 89 241 habitants en 2007 et est estimée à 101 107 habitants en 2012.

## Histoire
La ville actuelle s'est développée à partir de l'antique Pharnakéia fondée dans la première moitié du IIe siècle av. J.-C. par Pharnace Ier, roi du Pont, grâce au synœcisme de Cotyora et Choerades, deux petits établissements de Sinope. 
Elle est connue à l'époque romaine sous le nom de Cerasus (forme latine) ou encore Κερασοῦς/Kerasoũs (forme grecque), qui rappelle l'épisode du général romain Lucius Licinius Lucullus, alors en guerre contre Mithridate VI, qui découvre vers 70 av. J.-C. dans cette ville une nouvelle variété de cerisier (le Prunus cerasus, la griotte) et qui l'introduit peu après à Rome. En turc on désigne la cerise par le mot kiraz, qui vient du nom antique de la ville Kerasous. Le français cerise, l'anglais cherry, l'espagnol cereza ou l'allemand Kirsche sont issus également du nom antique de la ville. 

À partir de 66 av. J.-C. jusqu'en 1204 la ville fut sous domination byzantine. Lors du sac de Constantinople par la quatrième croisade en 1204, la famille impériale menée par Alexis Comnène fuyait la ville pour aller fonder à Trébizonde, au nord-est de la Turquie actuelle, à 175 km à l'est de Giresun, l'empire de Trébizonde. Une dynastie de princes régna dans la ville de Trébizonde et ses alentours jusqu'en 1461, date à laquelle Mehmed II, le sultan ottoman, conquit ce dernier bastion byzantin et l'intégra, ainsi que Giresun, dans les territoires ottomans. Giresun fut la seconde grande ville de l'empire de Trébizonde.
Au fil des siècles, diverses populations hellénophones et turques, se sont installées à Giresun et sa région, mais également de nombreuses populations caucasiennes, tels les Lazes, les Géorgiens et les Circassiens, qui ont fui le Caucase aux XIXe et XXe siècles, à cause des campagnes militaires de l'Empire russe à l'encontre des populations musulmanes de cette région.

## Personnalités liées
- Abdullah Levent Tüzel (1960-), homme politique turc
- Ergün Demir (1969-), acteur franco-turc
- Alperen Şengün (2002 -), basketteur turc